# 羅伯特·布洛克
羅伯特·阿爾伯特·布洛克（英語： /blɒk/；1917年4月5日—1994年9月23日）是一位美國小說家，以其《驚魂記》系列小說出名，1960年被改編為同名電影。
布洛克一生寫作了30部書和100多篇短篇故事。年輕時他與H·P·洛夫克拉夫特結識，曾模仿過洛夫克拉夫特的寫作風格，也曾在《詭麗幻譚》上發文。
他是雨果獎（以《开往地狱的列车》）、布莱姆·斯托克奖、世界奇幻奖得主，美国推理作家协会會長，美国科幻作家协会、美国编剧工会、电影艺术与科学学院會員。

## 早年
他出生於芝加哥，是銀行職員拉斐爾·布洛克（Raphael "Ray" Bloch，1884–1952）和社会工作者斯特拉·罗卜（Stella Loeb，1880–1944）之子，父母都是德裔猶太人。羅伯特五歲時全家搬到芝加哥郊區的梅伍德。1925年，八歲的羅伯特·布洛克一個人去看了《歌劇魅影》。他雖然被主角的面具嚇壞了，但這也給他後來創作恐怖小說提供了靈感。
1929年，他的父親失業了，全家搬往密爾沃基。他曾在華盛頓和林肯的高中讀書。在林肯高中，他結識了哈羅德·高爾（Harold Gauer）。高爾是文學雜誌《羽毛筆》（The Quill）的編輯，他收下了布洛克的第一部作品、短篇小說《The Thing》。

## 職業生涯

### 詭麗幻譚

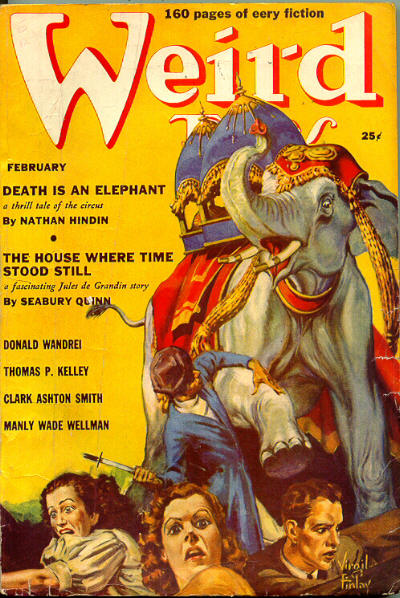
布洛克的《Death is an Elephant》，以“Nathan Hindin”的笔名发表于1939年2月的《诡丽幻谭》上

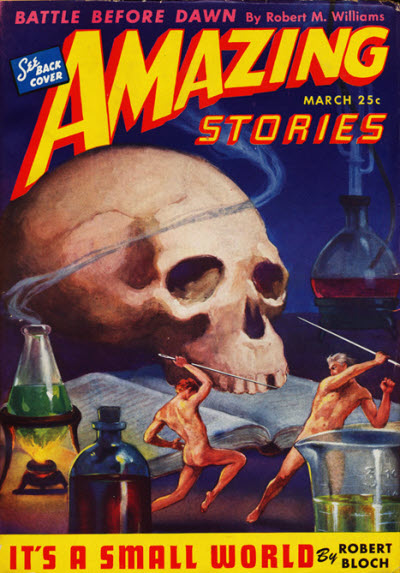
《It's a Small World》是1944年3月《惊奇故事》的封面故事

1927年，10岁的布洛克成为《诡丽幻谭》的忠实读者。洛夫克拉夫特是他最喜欢的作家，《皮克曼的模特》是他看的第一部洛夫克拉夫特的作品。他曾在1933年给洛夫克拉夫特写信，想要些他没看过的洛夫克拉夫特早期作品，并得到了后者的帮助。此外，洛夫克拉夫特还告诉布洛克，如果布洛克对写怪奇小说感兴趣的话，可以写点东西寄给他，他会给些指点。布洛克给洛夫克拉夫特寄了两篇作品，其中一部为《The Gallows》，另一部名称不详。
1934年6月，布洛克高中毕业，马上就开始寄作品给《诡丽幻谭》，他在《诡丽幻谭》上发表的第一篇作品是一篇针对《蛮王柯南》的评论。他的短篇小说《The Feast in the Abbey》、《The Secret in the Tomb》也在当年7月的《诡丽幻谭》上发表。
罗伯特本人以罗伯特·布莱克（Robert Blake）的形象出现在洛夫克拉夫特的小说《猎黑行者》中。罗伯特·布莱克的死是洛夫克拉夫特对布洛克把《來自星際的怪物》中以洛夫克拉夫特形象塑造的人物写死的回敬。但这并不影响二人的感情，布洛克后来回忆道：“相信我，毫无疑问，这是我的最佳死法”。
洛夫克拉夫特在1937年去世，这对布洛克影响很大，他说：“我猜我的一部分也随他死去了”。除去《诡丽幻谭》之外，他也开始向《惊奇故事》等杂志投稿。

## 外部連接
- 羅伯特·布洛克收錄於維基文庫中的作品
- Robert Bloch的作品  - 古騰堡計劃
- 互联网档案馆中羅伯特·布洛克的作品或与之相关的作品
- 來自羅伯特·布洛克的LibriVox公共領域有聲讀物
- The Bat Is My Brother: The Unofficial Robert Bloch Website Note: Last updated: August 6, 2007
- 中的“羅伯特·布洛克”
- 網路推理小說資料庫上的羅伯特·布洛克
- 在Find a Grave上的羅伯特·布洛克
- 羅伯特·布洛克在互联网电影资料库（IMDb）上的資料（英文）
- 羅伯特·布洛克 在阿尔法记忆的相关页面（一個的Wiki網站）
- Robert Bloch （页面存档备份，存于） Obituary at Hitchcock wiki